# Liga Femenina de Baloncesto 1966-67
La temporada 1966-67 del Liga Femenina de Baloncesto fue la 4ª temporada de la liga femenina de baloncesto. Se disputó entre 1966 y 1967, culminando con la victoria de CREFF Madrid. Esta temporada, la categoría está formada por un único grupo de nueve equipos, que juegan todos contra todos a doble vuelta. El último clasificado juega una eliminatoria de promoción de permanencia contra el segundo de Segunda División.

## Liga regular
| Pos. | Equipo               | PJ | G  | P  | PF  | PC  | DP   | Pts | Clasificación o descenso        |
| ---- | -------------------- | -- | -- | -- | --- | --- | ---- | --- | ------------------------------- |
| 1    | CREFF Madrid         | 16 | 14 | 2  | 0   | 0   | 0    | 30  | Campeón                         |
| 2    | Medina La Coruña     | 16 | 14 | 2  | 793 | 547 | +246 | 30  |                                 |
| 3    | Mataró Molfort's     | 16 | 8  | 8  | 0   | 0   | 0    | 24  |                                 |
| 4    | Juventud Kalso       | 16 | 8  | 8  | 578 | 528 | +50  | 24  |                                 |
| 5    | GE Standard          | 16 | 7  | 9  | 0   | 0   | 0    | 23  |                                 |
| 6    | Estudiantes Vigo     | 16 | 6  | 10 | 0   | 0   | 0    | 22  |                                 |
| 7    | Picadero Damm        | 16 | 6  | 10 | 0   | 0   | 0    | 22  | Renuncia la categoría           |
| 8    | Medina San Sebastián | 16 | 5  | 11 | 0   | 0   | 0    | 21  |                                 |
| 9    | Radiodina Dimar      | 16 | 4  | 12 | 0   | 0   | 0    | 20  | Acceso a la Fase de permanencia |

 Fuente: BRD
Notas:
1. 1 2 3 4 5 6 7  Se desconocen los resultados de los partidos, por lo que los puntos no aparecen.

## Fase de permanencia
| Local           | Agr. | Visitante   | Ida | Vuelta |
| --------------- | ---- | ----------- | --- | ------ |
| Radiodina Dimar | ND   | DEFF Madrid | ND  | ND     |

## Postemporada
- Campeonas de la Liga Femenina de Baloncesto 1966-67: CREFF Madrid (3er título).
- Clasificadas para Copa de Europa 1967-68: CREFF Madrid.
- Descendidas a Segunda División:  Picadero Damm (renuncia a la categoría). Radiodina Dimar se mantiene en la categoría al ganar al DEFF Madrid en la promoción de permanencia.
- Ascendidas de Segunda División:  Medina Madrid.